# Kirivong Sok Sen Chey Football Club
Kirivong Sok Sen Chey Football Club, ou simplesmente Kirivong Sok Sey Chey (quemer: គិរិវង្ស សុខ សែន ជ័យ), é um clube de futebol cambojano com sede na província de Takéo. Disputa atualmente a primeira divisão nacional.